# Pocco
Pocco (chinesisch 朋克汽车) war eine Automarke aus der Volksrepublik China. Vertrieben wurden batterieelektrische Kleinstwagen. Hersteller war Hebei Yujie aus der Provinz Hebei, die bekannt wurden durch Fahrzeuge der Marke Yogomo. Der Produktionszeitraum war in den Jahren 2021 und 2022. Die Fahrzeuge der Marke Pocco wurden im Automobilwerk Henan Yujie Times Automobile Co., Ltd,  in Jiaxing produziert, das im November 2022 von dem chinesischen Unternehmen Kaixin Auto als Teil der Morning Star Auto Inc. übernommen wurde.

## Geschichte

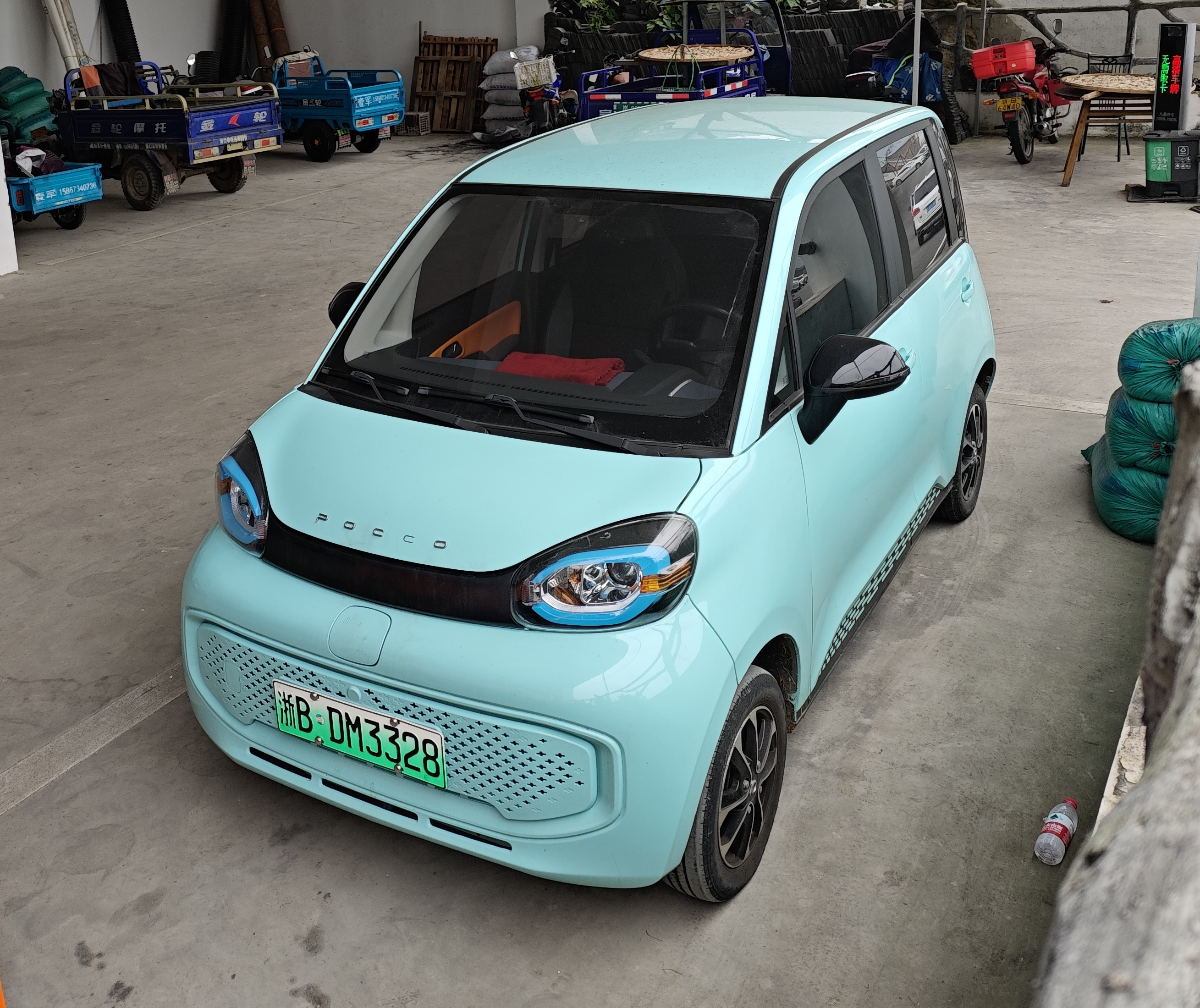
Pocco Duoduo

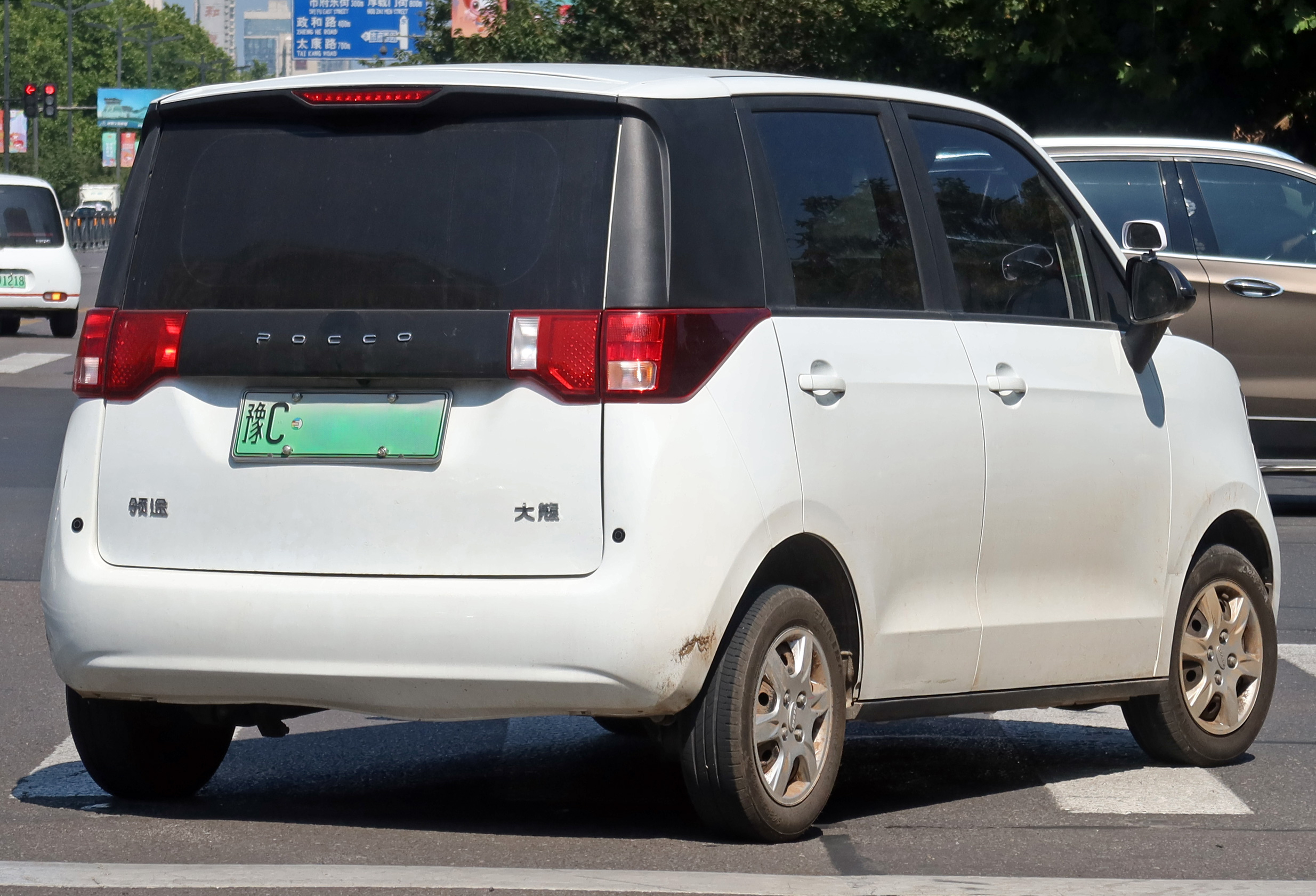
Pocco Lala

Anfang 2021 kündigte die chinesische Yogomo Group die Einführung einer neuen Marke elektrischer Kleinstwagen, Pocco, an und stellte ein kleines dreitüriges Fahrzeug mit dem Namen Pocco Meimei vor. Der Verkauf des Wagens auf dem chinesischen Markt begann 2021, und wenig später wurde die Markteinführung eines weiteren Autos für August 2021 angekündigt – dieses Mal des größeren, fünftürigen Duoduo-Fließheckmodells. Ende 2021 begann der Markteintritt beider Modelle in Thailand.
Zuvor, im Juli 2021, war der Meimei mit über 3300 ausgelieferten Einheiten im Inland die damals am schnellsten verkaufte Neuheit auf dem chinesischen Markt. Im September 2021 kaufte der chinesische Premium-Autohausriese Kaixin Auto Pocco von Yujin, da er aufgrund der guten ersten Verkaufsergebnisse großes Potenzial in der Marke sah. Trotz kurzer Markterfahrung und Plänen zur Weiterentwicklung stellte das Unternehmen im August 2022 die Produktion seiner Autos ein und verschwand vom Markt.
2021 wurden in China 36.787 Fahrzeuge von Pocco neu zugelassen. Pocco war damit die meistverkaufte neue Marke des Jahres. Für 2022 sind 12.255 Fahrzeuge bekannt.

## Automodelle
- Meimei (6.2021–6.2022)[10]
- Duoduo (8.2021–6.2022)[11]
- Lala (2022)[12]